# EHF European League 2020/21
An der EHF European League 2020/21 nahmen 48 Männer-Handball-Vereinsmannschaften teil, die sich in der vorangegangenen Saison in ihren Heimatländern für den Wettbewerb qualifizieren konnten. Es war die erste Austragung des Wettbewerbs unter diesem Namen. Die Ligaspiele begannen am 28. August 2020 und endeten am 23. Mai 2021. In der Gruppenphase wurde erstmals mit sechs statt vier Mannschaften pro Gruppe gespielt, dafür gab es nur zwei Qualifikationsrunden. Den Wettbewerb gewann der SC Magdeburg.
Aufgrund der COVID-19-Pandemie kam es während der Saison zu mehreren Spielabsagen.

## 1. Qualifikationsrunde
Ausgeloste Spiele und Ergebnisse
| Mannschaft 1              | Mannschaft 2         | Hinspiel       | Rückspiel      | Gesamt    |
| ------------------------- | -------------------- | -------------- | -------------- | --------- |
| Pays d’Aix UC             | Bidasoa Irún         | – 1            | So. 06.09.2020 | 25 : 30 1 |
| Pays d’Aix UC             | Bidasoa Irún         | – 1            | 25 : 30        | 25 : 30 1 |
| SKA Minsk                 | GK ZSKA Moskau       | Sa. 29.08.2020 | So. 06.09.2020 | 50 : 56   |
| SKA Minsk                 | GK ZSKA Moskau       | 25 : 25        | 25 : 31        | 50 : 56   |
| HC Dobrogea Sud Constanta | GK Wiktor Stawropol  | Sa. 29.08.2020 | So. 06.09.2020 | 54 : 45   |
| HC Dobrogea Sud Constanta | GK Wiktor Stawropol  | 26 : 18        | 28 : 27        | 54 : 45   |
| Bjerringbro-Silkeborg     | MT Melsungen         | So. 30.08.2020 | So. 06.09.2020 | 57 : 51   |
| Bjerringbro-Silkeborg     | MT Melsungen         | 31 : 27        | 26 : 24        | 57 : 51   |
| Pfadi Winterthur          | Handball Esch        | – 2            | So. 06.09.2020 | 33 : 30 2 |
| Pfadi Winterthur          | Handball Esch        | – 2            | 33 : 30 2      | 33 : 30 2 |
| Benfica Lisabon           | Fivers               | Sa. 29.08.2020 | Sa. 05.09.2020 | 62 : 64   |
| Benfica Lisabon           | Fivers               | 28 : 26        | 34 : 38        | 62 : 64   |
| HC Kriens-Luzern          | RK Dubrava Zagreb    | Sa. 29.08.2020 | Sa. 05.09.2020 | 57 : 46   |
| HC Kriens-Luzern          | RK Dubrava Zagreb    | 29 : 27        | 28 : 19        | 57 : 46   |
| HC Metalurg Skopje        | RK Spačva Vinkovci   | Sa. 29.08.2020 | Sa. 05.09.2020 | 60 : 57   |
| HC Metalurg Skopje        | RK Spačva Vinkovci   | 35 : 28        | 25 : 29        | 60 : 57   |
| OS Belenses               | RK Trimo Trebnje     | Sa. 29.08.2020 | Sa. 05.09.2020 | 49 : 56   |
| OS Belenses               | RK Trimo Trebnje     | 23 : 28        | 26 : 28        | 49 : 56   |
| AHC Potaissa Turda        | HRK Gorica           | Sa. 29.08.2020 | Sa. 05.09.2020 | 56 : 53   |
| AHC Potaissa Turda        | HRK Gorica           | 24 : 26        | 32 : 27        | 56 : 53   |
| Skjern Håndbold           | HK Malmö             | Sa. 29.08.2020 | Sa. 05.09.2020 | 53 : 51   |
| Skjern Håndbold           | HK Malmö             | 27 : 26        | 26 : 25        | 53 : 51   |
| Gyöngyösi KK              | RK Butel Skopje      | Fr. 28.08.2020 | Sa. 29.08.2020 | 58 : 46   |
| Gyöngyösi KK              | RK Butel Skopje      | 34 : 21        | 24 : 25        | 58 : 46   |
| KS Azoty-Puławy           | Haslum Handballklubb | – 3            | – 3            | - 3       |
| IFK Kristianstad          | ØIF Arendal          | – 3            | – 3            | - 3       |
| TTH Holstebro             | Valur Reykjavík      | – 4            | – 4            | - 4       |

## 2. Qualifikationsrunde
Ausgeloste Spiele und Ergebnisse
| Mannschaft 1              | Mannschaft 2            | Hinspiel       | Rückspiel      | Gesamt    |
| ------------------------- | ----------------------- | -------------- | -------------- | --------- |
| Bjerringbro-Silkeborg     | GK ZSKA Moskau          | Di. 22.09.2020 | Mi. 30.09.2020 | 50 : 55   |
| Bjerringbro-Silkeborg     | GK ZSKA Moskau          | 26 : 23        | 24 : 32        | 50 : 55   |
| Gyöngyösi KK              | Füchse Berlin           | Di. 22.09.2020 | Di. 29.09.2020 | 47 : 61   |
| Gyöngyösi KK              | Füchse Berlin           | 23 : 25        | 24 : 36        | 47 : 61   |
| AHC Potaissa Turda        | Fenix Toulouse Handball | Di. 22.09.2020 | Di. 29.09.2020 | 62 : 66   |
| AHC Potaissa Turda        | Fenix Toulouse Handball | 35 : 35        | 27 : 31        | 62 : 66   |
| HC Dobrogea Sud Constanta | Sporting Lissabon       | Di. 22.09.2020 | Di. 29.09.2020 | 48 : 49   |
| HC Dobrogea Sud Constanta | Sporting Lissabon       | 27 : 27        | 21 : 22        | 48 : 49   |
| Skjern Håndbold           | Montpellier Handball    | Di. 22.09.2020 | Di. 29.09.2020 | 60 : 63   |
| Skjern Håndbold           | Montpellier Handball    | 31 : 30        | 29 : 33        | 60 : 63   |
| TTH Holstebro             | Rhein-Neckar Löwen      | Di. 22.09.2020 | Di. 29.09.2020 | 49 : 54   |
| TTH Holstebro             | Rhein-Neckar Löwen      | 22 : 28        | 27 : 26        | 49 : 54   |
| RK Trimo Trebnje          | Balatonfüredi KSE       | – 1            | Di. 29.09.2020 | 23 : 22 1 |
| RK Trimo Trebnje          | Balatonfüredi KSE       | – 1            | 23 : 22        | 23 : 22 1 |
| HC Metalurg Skopje        | HC Kriens-Luzern        | Di. 22.09.2020 | Di. 29.09.2020 | 47 : 46   |
| HC Metalurg Skopje        | HC Kriens-Luzern        | 26 : 24        | 21 : 22        | 47 : 46   |
| GOG                       | Pfadi Winterthur        | Di. 22.09.2020 | Di. 29.09.2020 | 64 : 59   |
| GOG                       | Pfadi Winterthur        | 33 : 24        | 31 : 35        | 64 : 59   |
| KS Azoty-Puławy SA        | IFK Kristianstad        | Di. 22.09.2020 | Di. 29.09.2020 | 46 : 49   |
| KS Azoty-Puławy SA        | IFK Kristianstad        | 24 : 25        | 22 : 24        | 46 : 49   |
| Bidasoa Irún              | RK Našice               | Di. 22.09.2020 | Di. 29.09.2020 | 54 : 56   |
| Bidasoa Irún              | RK Našice               | 30 : 27        | 24 : 29        | 54 : 56   |
| BM Benidorm               | Fivers Margareten       | Di. 22.09.2020 | – 2            | 34 : 31 2 |
| BM Benidorm               | Fivers Margareten       | 34 : 31        | – 2            | 34 : 31 2 |

## Gruppenphase

### Gruppe A
| Pl. | Mannschaft              | Sp. | S | U | N | T   | GT  | Diff. | Punkte |
| --- | ----------------------- | --- | - | - | - | --- | --- | ----- | ------ |
| 1.  | Wisła Płock             | 10  | 8 | 0 | 2 | 297 | 242 | 55    | 16     |
| 2.  | Medwedi Tschechow       | 10  | 7 | 0 | 3 | 301 | 264 | 37    | 14     |
| 3.  | Ademar León             | 10  | 5 | 4 | 1 | 307 | 296 | 11    | 14     |
| 4.  | Fivers                  | 10  | 2 | 2 | 6 | 301 | 311 | −10   | 6      |
| 5.  | Fenix Toulouse Handball | 10  | 2 | 2 | 6 | 227 | 250 | −23   | 6      |
| 6.  | HC Metalurg Skopje      | 10  | 1 | 2 | 7 | 259 | 329 | −70   | 4      |

Ergebnisse
| Gruppe A    | Polen | Russland | Spanien | Osterreich | Frankreich | Nordmazedonien |
| ----------- | ----- | -------- | ------- | ---------- | ---------- | -------------- |
| Wisla Plock | X     | 25:27    | 29:22   | 32:23      | 27:25      | 35:20          |
| Tschechow   | 27:28 | X        | 34:35   | 30:25      | *10:0      | 40:27          |
| Ademar Leon | 32:27 | 33:32    | X       | 30:28      | 26:26      | 41:32          |
| Margareten  | 22:30 | 30:32    | 33:33   | X          | 37:32      | 45:30          |
| Toulouse    | 25:26 | 29:32    | 28:28   | 29:25      | X          | 33:29          |
| Skopje      | 19:38 | 32:37    | 27:27   | 33:33      | *10:0      | X              |

| Di., 20. Oktober 2020 20:45 Uhr | Wisła Płock            | 32:23   | Fivers                    | ORLEN Arena Płock Zuschauer: 0 |
| Di., 20. Oktober 2020 20:45 Uhr | meiste Tore: 12 Daszek | (17:15) | meiste Tore: 5 Stevanovic | ORLEN Arena Płock Zuschauer: 0 |
| Di., 20. Oktober 2020 20:45 Uhr |                        |         |                           | ORLEN Arena Płock Zuschauer: 0 |

| Di., 27. Oktober 2020 20:45 Uhr | Fivers                 | 30:32   | Medwedi Tschechow               | Sporthalle Margareten Zuschauer: 250 |
| Di., 27. Oktober 2020 20:45 Uhr | meiste Tore: 7 Hutecek | (15:16) | meiste Tore: 7 Kotov, Kosorotov | Sporthalle Margareten Zuschauer: 250 |
| Di., 27. Oktober 2020 20:45 Uhr |                        |         |                                 | Sporthalle Margareten Zuschauer: 250 |

| Di., 17. November 2020 18:45 Uhr | Fivers                         | 37:32   | Fenix Toulouse Handball       | Sporthalle Margareten Zuschauer: 1 |
| Di., 17. November 2020 18:45 Uhr | meiste Tore: 6 Wagner, Damböck | (17:15) | meiste Tore: 6 Jakobsen, Ilić | Sporthalle Margareten Zuschauer: 1 |
| Di., 17. November 2020 18:45 Uhr |                                |         |                               | Sporthalle Margareten Zuschauer: 1 |

| Di., 1. Dezember 2020 20:45 Uhr | Fivers                          | 33:33   | Ademar León               | Sporthalle Margareten Zuschauer: 25 |
| Di., 1. Dezember 2020 20:45 Uhr | meiste Tore: 7 Damböck, Hutecek | (19:20) | meiste Tore: 8 Perez Arce | Sporthalle Margareten Zuschauer: 25 |
| Di., 1. Dezember 2020 20:45 Uhr |                                 |         |                           | Sporthalle Margareten Zuschauer: 25 |

| Di., 8. Dezember 2020 18:45 Uhr | Ademar León               | 30:28   | Fivers                 | Palacio de los Deportes de Zuschauer: 500 |
| Di., 8. Dezember 2020 18:45 Uhr | meiste Tore: 7 Perez Arce | (13:10) | meiste Tore: 6 Hutecek | Palacio de los Deportes de Zuschauer: 500 |
| Di., 8. Dezember 2020 18:45 Uhr |                           |         |                        | Palacio de los Deportes de Zuschauer: 500 |

| Di., 22. Dezember 2020 18:45 Uhr | HC Metalurg Skopje               | 33:33   | Fivers                  | A1 Arena SC Boris Trajkovski Zuschauer: 0 |
| Di., 22. Dezember 2020 18:45 Uhr | meiste Tore: 7 Horvat, Serafimov | (16:19) | meiste Tore: 11 Damböck | A1 Arena SC Boris Trajkovski Zuschauer: 0 |
| Di., 22. Dezember 2020 18:45 Uhr |                                  |         |                         | A1 Arena SC Boris Trajkovski Zuschauer: 0 |

| Mi., 9. Februar 2021 20:45 Uhr | Fivers                    | 22:30  | Wisła Płock             | Sporthalle Margareten Zuschauer: 0 |
| Mi., 9. Februar 2021 20:45 Uhr | meiste Tore: 6 Martinović | (9:14) | meiste Tore: 7 Mindegía | Sporthalle Margareten Zuschauer: 0 |
| Mi., 9. Februar 2021 20:45 Uhr |                           |        |                         | Sporthalle Margareten Zuschauer: 0 |

| Di., 16. Februar 2021 18:45 Uhr | Medwedi Tschechow                | 30:25   | Fivers                 | Sport Hall "Olimpiyskiy" Zuschauer: 600 |
| Di., 16. Februar 2021 18:45 Uhr | meiste Tore: 6 Kornev, Kosorotov | (19:12) | meiste Tore: 5 Damböck | Sport Hall "Olimpiyskiy" Zuschauer: 600 |
| Di., 16. Februar 2021 18:45 Uhr |                                  |         |                        | Sport Hall "Olimpiyskiy" Zuschauer: 600 |

| Di., 23. Februar 2021 20:45 Uhr | Fivers                      | 45:30   | HC Metalurg Skopje      | Sporthalle Margareten Zuschauer: 0 |
| Di., 23. Februar 2021 20:45 Uhr | meiste Tore: 7 Brandfellner | (22:13) | meiste Tore: 11 Popovic | Sporthalle Margareten Zuschauer: 0 |
| Di., 23. Februar 2021 20:45 Uhr |                             |         |                         | Sporthalle Margareten Zuschauer: 0 |

| Di., 2. März 2021 20:45 Uhr | Fenix Toulouse Handball       | 29:25   | Fivers                             | Palais des Sports Andre Brouat Zuschauer: 0 |
| Di., 2. März 2021 20:45 Uhr | meiste Tore: 7 Jakobsen, Ilić | (16:16) | meiste Tore: 5 Stevanovic, Hutecek | Palais des Sports Andre Brouat Zuschauer: 0 |
| Di., 2. März 2021 20:45 Uhr |                               |         |                                    | Palais des Sports Andre Brouat Zuschauer: 0 |

### Gruppe B
| Pl. | Mannschaft        | Sp. | S | U | N | T   | GT  | Diff. | Punkte |
| --- | ----------------- | --- | - | - | - | --- | --- | ----- | ------ |
| 1.  | Füchse Berlin     | 10  | 6 | 2 | 2 | 247 | 223 | 24    | 14     |
| 2.  | USAM Nîmes        | 10  | 5 | 2 | 3 | 279 | 263 | 16    | 12     |
| 3.  | IFK Kristianstad  | 10  | 5 | 1 | 4 | 273 | 276 | −3    | 11     |
| 4.  | Sporting Lissabon | 10  | 5 | 0 | 5 | 244 | 241 | 3     | 10     |
| 5.  | Dinamo Bukarest   | 10  | 3 | 1 | 6 | 264 | 285 | −21   | 7      |
| 6.  | HT Tatran Prešov  | 10  | 3 | 0 | 7 | 220 | 239 | −19   | 6      |

Ergebnisse
| Gruppe A      | Deutschland | Frankreich | Schweden | Portugal | Rumänien | Slowakei |
| ------------- | ----------- | ---------- | -------- | -------- | -------- | -------- |
| Füchse Berlin | X           | 34:34      | 30:23    | 29:19    | 33:29    | 35:27    |
| USAM Nîmes    | 22:24       | X          | 24:25    | 27:24    | 32:29    | 25:20    |
| Kristianstad  | 23:36       | 30:30      | X        | 27:32    | 31:22    | 32:25    |
| Lissabon      | *10:0       | 26:30      | 27:26    | X        | 31:32    | 27:21    |
| Bukarest      | 26:26       | 29:27      | 28:29    | 25:27    | X        | 32:30    |
| Prešov        | *10:0       | 22:28      | 22:27    | 24:21    | 32:27    | X        |

| Di., 20. Oktober 2020 20:45 Uhr | Füchse Berlin          | 30:23   | IFK Kristianstad     | Max-Schmeling-Halle Zuschauer: 550 |
| Di., 20. Oktober 2020 20:45 Uhr | meiste Tore: 8 Vujović | (15:12) | meiste Tore: 5 Halén | Max-Schmeling-Halle Zuschauer: 550 |
| Di., 20. Oktober 2020 20:45 Uhr |                        |         |                      | Max-Schmeling-Halle Zuschauer: 550 |

| Di., 24. November 2020 20:45 Uhr | Füchse Berlin          | 35:27   | Tatran Prešov         | Max-Schmeling-Halle Zuschauer: 0 |
| Di., 24. November 2020 20:45 Uhr | meiste Tore: 6 Chrintz | (18:13) | meiste Tore: 10 Rábek | Max-Schmeling-Halle Zuschauer: 0 |
| Di., 24. November 2020 20:45 Uhr |                        |         |                       | Max-Schmeling-Halle Zuschauer: 0 |

| Di., 1. Dezember 2020 18:45 Uhr | Füchse Berlin           | 33:29   | Dinamo Bukarest              | Max-Schmeling-Halle Zuschauer: 0 |
| Di., 1. Dezember 2020 18:45 Uhr | meiste Tore: 6 Marsenić | (15:12) | meiste Tore: 6 Hebo, Antonio | Max-Schmeling-Halle Zuschauer: 0 |
| Di., 1. Dezember 2020 18:45 Uhr |                         |         |                              | Max-Schmeling-Halle Zuschauer: 0 |

| Di., 8. Dezember 2020 17:30 Uhr | Dinamo Bukarest           | 26:26   | Füchse Berlin           | Sala Polivalentă Dinamo Zuschauer: 0 |
| Di., 8. Dezember 2020 17:30 Uhr | meiste Tore: 7 Gavriloaia | (12:14) | meiste Tore: 6 Lindberg | Sala Polivalentă Dinamo Zuschauer: 0 |
| Di., 8. Dezember 2020 17:30 Uhr |                           |         |                         | Sala Polivalentă Dinamo Zuschauer: 0 |

| Di., 9. Februar 2021 18:45 Uhr | IFK Kristianstad       | 23:36   | Füchse Berlin            | Kristianstad Arena Zuschauer: 0 |
| Di., 9. Februar 2021 18:45 Uhr | meiste Tore: 5 Nyfjäll | (11:17) | meiste Tore: 8 Andersson | Kristianstad Arena Zuschauer: 0 |
| Di., 9. Februar 2021 18:45 Uhr |                        |         |                          | Kristianstad Arena Zuschauer: 0 |

| Di., 16. Februar 2021 18:45 Uhr | Füchse Berlin            | 34:34   | USAM Nîmes                   | Max-Schmeling-Halle Zuschauer: 0 |
| Di., 16. Februar 2021 18:45 Uhr | meiste Tore: 9 Andersson | (16:17) | meiste Tore: 11 Hisham Sanad | Max-Schmeling-Halle Zuschauer: 0 |
| Di., 16. Februar 2021 18:45 Uhr |                          |         |                              | Max-Schmeling-Halle Zuschauer: 0 |

| Mi., 24. Februar 2021 18:45 Uhr | USAM Nîmes                | 22:24   | Füchse Berlin                     | Le Parnasse Zuschauer: 0 |
| Mi., 24. Februar 2021 18:45 Uhr | meiste Tore: 5 Acquevillo | (13:12) | meiste Tore: 5 Vujović, Andersson | Le Parnasse Zuschauer: 0 |
| Mi., 24. Februar 2021 18:45 Uhr |                           |         |                                   | Le Parnasse Zuschauer: 0 |

| Di., 2. März 2021 17:00 Uhr | Füchse Berlin           | 29:19   | Sporting Lissabon    | ORLEN Arena Płock Zuschauer: 0 |
| Di., 2. März 2021 17:00 Uhr | meiste Tore: 8 Lindberg | (14:10) | meiste Tore: 5 Veita | ORLEN Arena Płock Zuschauer: 0 |
| Di., 2. März 2021 17:00 Uhr |                         |         |                      | ORLEN Arena Płock Zuschauer: 0 |

### Gruppe C
| Pl. | Mannschaft           | Sp. | S | U | N  | T   | GT  | Diff. | Punkte |
| --- | -------------------- | --- | - | - | -- | --- | --- | ----- | ------ |
| 1.  | SC Magdeburg         | 10  | 9 | 0 | 1  | 321 | 230 | 91    | 18     |
| 2.  | GK ZSKA Moskau       | 10  | 7 | 0 | 3  | 263 | 219 | 44    | 14     |
| 3.  | Montpellier Handball | 10  | 6 | 0 | 4  | 231 | 197 | 34    | 12     |
| 4.  | RK Našice            | 10  | 5 | 0 | 5  | 269 | 284 | −15   | 10     |
| 5.  | Alingsås HK          | 10  | 3 | 0 | 7  | 262 | 304 | −42   | 6      |
| 6.  | Beşiktaş Istanbul    | 10  | 0 | 0 | 10 | 238 | 350 | −112  | 0      |

Ergebnisse
| Gruppe A     | Deutschland | Russland | Frankreich | Kroatien | Schweden | Turkei |
| ------------ | ----------- | -------- | ---------- | -------- | -------- | ------ |
| SC Magdeburg | X           | 37:30    | *10:0      | 28:23    | 36:21    | 41:22  |
| ZSKA Moskau  | 27:35       | X        | *10:0      | 29:18    | 28:27    | 32:24  |
| Montpellier  | 30:32       | *0:10    | X          | 37:25    | 32:21    | 40:16  |
| RK Našice    | 24:32       | 32:31    | 22:23      | X        | 35:30    | 32:26  |
| Alingsås HK  | 30:29       | 23:31    | 25:33      | 23:27    | X        | 30:29  |
| Beşiktaş     | 23:41       | 23:35    | 26:36      | 25:31    | 24:32    | X      |

| Di., 20. Oktober 2020 18:45 Uhr | Beşiktaş Istanbul    | 23:41  | SC Magdeburg          | Sehit Mustafa Ozel Spor Zuschauer: 40 |
| Di., 20. Oktober 2020 18:45 Uhr | meiste Tore: 9 Bilim | (8:20) | meiste Tore: 7 Musche | Sehit Mustafa Ozel Spor Zuschauer: 40 |
| Di., 20. Oktober 2020 18:45 Uhr |                      |        |                       | Sehit Mustafa Ozel Spor Zuschauer: 40 |

| Di., 17. November 2020 20:45 Uhr | SC Magdeburg             | 37:30   | ZSKA Moskau                        | GETEC Arena Zuschauer: 0 |
| Di., 17. November 2020 20:45 Uhr | meiste Tore: 8 Magnússon | (17:11) | meiste Tore: 5 Fokin, Astrashapkin | GETEC Arena Zuschauer: 0 |
| Di., 17. November 2020 20:45 Uhr |                          |         |                                    | GETEC Arena Zuschauer: 0 |

| Di., 24. November 2020 18:45 Uhr | Alingsås HK         | 30:29   | SC Magdeburg             | Estrad Alingsas Zuschauer: 8 |
| Di., 24. November 2020 18:45 Uhr | meiste Tore: 8 Lang | (15:14) | meiste Tore: 9 Magnússon | Estrad Alingsas Zuschauer: 8 |
| Di., 24. November 2020 18:45 Uhr |                     |         |                          | Estrad Alingsas Zuschauer: 8 |

| Di., 1. Dezember 2020 20:45 Uhr | RK Našice            | 24:32  | SC Magdeburg                 | OS Kralja Tomislava Zuschauer: 0 |
| Di., 1. Dezember 2020 20:45 Uhr | meiste Tore: 7 Kevic | (8:15) | meiste Tore: 5 Musa, Mertens | OS Kralja Tomislava Zuschauer: 0 |
| Di., 1. Dezember 2020 20:45 Uhr |                      |        |                              | OS Kralja Tomislava Zuschauer: 0 |

| Di., 8. Dezember 2020 20:45 Uhr | SC Magdeburg                | 28:23   | RK Našice               | GETEC Arena Zuschauer: 0 |
| Di., 8. Dezember 2020 20:45 Uhr | meiste Tore: 6 Kristjánsson | (17:10) | meiste Tore: 7 Jaganjac | GETEC Arena Zuschauer: 0 |
| Di., 8. Dezember 2020 20:45 Uhr |                             |         |                         | GETEC Arena Zuschauer: 0 |

| Di., 9. Februar 2021 20:45 Uhr | SC Magdeburg              | 41:22   | Beşiktaş Istanbul   | GETEC Arena Zuschauer: 0 |
| Di., 9. Februar 2021 20:45 Uhr | meiste Tore: 10 Magnússon | (21:11) | meiste Tore: 9 Döne | GETEC Arena Zuschauer: 0 |
| Di., 9. Februar 2021 20:45 Uhr |                           |         |                     | GETEC Arena Zuschauer: 0 |

| Di., 16. Februar 2021 20:45 Uhr | Montpellier Handball  | 30:32   | SC Magdeburg              | Palais des Sports René Zuschauer: 0 |
| Di., 16. Februar 2021 20:45 Uhr | meiste Tore: 7 Descat | (15:16) | meiste Tore: 12 Magnússon | Palais des Sports René Zuschauer: 0 |
| Di., 16. Februar 2021 20:45 Uhr |                       |         |                           | Palais des Sports René Zuschauer: 0 |

| Di., 23. Februar 2021 18:45 Uhr | SC Magdeburg            | 36:21   | Alingsås HK             | GETEC Arena Zuschauer: 0 |
| Di., 23. Februar 2021 18:45 Uhr | meiste Tore: 9 Steinert | (18:15) | meiste Tore: 5 Lindberg | GETEC Arena Zuschauer: 0 |
| Di., 23. Februar 2021 18:45 Uhr |                         |         |                         | GETEC Arena Zuschauer: 0 |

| Di., 2. März 2021 20:45 Uhr | ZSKA Moskau           | 27:35   | SC Magdeburg          | Dynamo Palace of Sports Zuschauer: 120 |
| Di., 2. März 2021 20:45 Uhr | meiste Tore: 6 Forkin | (17:18) | meiste Tore: 9 Hornke | Dynamo Palace of Sports Zuschauer: 120 |
| Di., 2. März 2021 20:45 Uhr |                       |         |                       | Dynamo Palace of Sports Zuschauer: 120 |

### Gruppe D
| Pl. | Mannschaft            | Sp. | S | U | N  | T   | GT  | Diff. | Punkte |
| --- | --------------------- | --- | - | - | -- | --- | --- | ----- | ------ |
| 1.  | Rhein-Neckar Löwen    | 10  | 8 | 1 | 1  | 296 | 256 | 40    | 17     |
| 2.  | Kadetten Schaffhausen | 10  | 6 | 2 | 2  | 261 | 251 | 10    | 14     |
| 3.  | GOG                   | 10  | 6 | 0 | 4  | 306 | 305 | 1     | 12     |
| 4.  | RK Eurofarm Pelister  | 10  | 5 | 1 | 4  | 244 | 237 | 7     | 11     |
| 5.  | RK Trimo Trebnje      | 10  | 3 | 0 | 7  | 250 | 273 | −23   | 6      |
| 6.  | Tatabánya KC          | 10  | 0 | 0 | 10 | 263 | 298 | −35   | 0      |

Ergebnisse
| Gruppe D           | Deutschland | Schweiz | Danemark | Nordmazedonien | Slowenien | Ungarn |
| ------------------ | ----------- | ------- | -------- | -------------- | --------- | ------ |
| Rhein-Neckar Löwen | X           | 30:30   | 32:24    | 28:20          | 31:28     | 37:30  |
| Schaffhausen       | 27:34       | X       | 29:28    | 29:26          | 24:21     | 27:23  |
| GOG                | 32:37       | 34:28   | X        | 30:29          | 32:31     | 30:28  |
| Pelister           | *10:0       | 25:25   | 32:31    | X              | 33:26     | 21:19  |
| Trimo Trebnje      | 29:35       | *0:10   | 27:30    | 28:24          | X         | 32:28  |
| Tatabánya          | 26:32       | 30:32   | 32:35    | 21:24          | 26:28     | X      |

| Di., 17. November 2020 18:45 Uhr | GOG                      | 32:37   | Rhein-Neckar Löwen      | SU ́VI:T Arena Zuschauer: 381 |
| Di., 17. November 2020 18:45 Uhr | meiste Tore: 14 Jakobsen | (14:19) | meiste Tore: 10 Lagarde | SU ́VI:T Arena Zuschauer: 381 |
| Di., 17. November 2020 18:45 Uhr |                          |         |                         | SU ́VI:T Arena Zuschauer: 381 |

| Di., 24. November 2020 20:45 Uhr | Rhein-Neckar Löwen    | 28:20   | Eurofarm Pelister    | SAP Arena Zuschauer: 0 |
| Di., 24. November 2020 20:45 Uhr | meiste Tore: 7 Veigel | (14:11) | meiste Tore: 5 Peric | SAP Arena Zuschauer: 0 |
| Di., 24. November 2020 20:45 Uhr |                       |         |                      | SAP Arena Zuschauer: 0 |

| Mo., 30. November 2020 18:45 Uhr | Tatabánya KC          | 26:32   | Rhein-Neckar Löwen        | Audi Arena Győr Zuschauer: 0 |
| Mo., 30. November 2020 18:45 Uhr | meiste Tore: 5 Zdolik | (15:21) | meiste Tore: 7 Gensheimer | Audi Arena Győr Zuschauer: 0 |
| Mo., 30. November 2020 18:45 Uhr |                       |         |                           | Audi Arena Győr Zuschauer: 0 |

| Di., 2. Februar 2021 17:30 Uhr | Rhein-Neckar Löwen        | 30:30   | Kadetten Schaffhausen | BBC-Arena Zuschauer: 0 |
| Di., 2. Februar 2021 17:30 Uhr | meiste Tore: 9 Gensheimer | (17:13) | meiste Tore: 10 Maros | BBC-Arena Zuschauer: 0 |
| Di., 2. Februar 2021 17:30 Uhr |                           |         |                       | BBC-Arena Zuschauer: 0 |

| Mi., 3. Februar 2021 18:45 Uhr | Kadetten Schaffhausen  | 27:34   | Rhein-Neckar Löwen        | BBC Arena Zuschauer: 0 |
| Mi., 3. Februar 2021 18:45 Uhr | meiste Tore: 8 Császár | (15:15) | meiste Tore: 9 Gensheimer | BBC Arena Zuschauer: 0 |
| Mi., 3. Februar 2021 18:45 Uhr |                        |         |                           | BBC Arena Zuschauer: 0 |

| Di., 9. Februar 2021 20:45 Uhr | Trimo Trebnje            | 29:35   | Rhein-Neckar Löwen      | Hala Tivoli Zuschauer: 0 |
| Di., 9. Februar 2021 20:45 Uhr | meiste Tore: 8 Hamidovic | (13:19) | meiste Tore: 7 Groetzki | Hala Tivoli Zuschauer: 0 |
| Di., 9. Februar 2021 20:45 Uhr |                          |         |                         | Hala Tivoli Zuschauer: 0 |

| Di., 16. Februar 2021 20:45 Uhr | Rhein-Neckar Löwen                 | 37:30   | Tatabánya KC          | SAP Arena Zuschauer: 0 |
| Di., 16. Februar 2021 20:45 Uhr | meiste Tore: 6 Groetzki, Tollbring | (20:13) | meiste Tore: 7 Ancsin | SAP Arena Zuschauer: 0 |
| Di., 16. Februar 2021 20:45 Uhr |                                    |         |                       | SAP Arena Zuschauer: 0 |

| Do., 18. Februar 2021 17:00 Uhr | Rhein-Neckar Löwen        | 31:28   | Trimo Trebnje             | SAP Arena Zuschauer: 0 |
| Do., 18. Februar 2021 17:00 Uhr | meiste Tore: 11 Ahouansou | (15:11) | meiste Tore: 5 Radojkovic | SAP Arena Zuschauer: 0 |
| Do., 18. Februar 2021 17:00 Uhr |                           |         |                           | SAP Arena Zuschauer: 0 |

| Di., 2. März 2021 18:45 Uhr | Rhein-Neckar Löwen       | 32:24   | GOG                   | SAP Arena Zuschauer: 0 |
| Di., 2. März 2021 18:45 Uhr | meiste Tore: 8 Tollbring | (17:13) | meiste Tore: 6 Madsen | SAP Arena Zuschauer: 0 |
| Di., 2. März 2021 18:45 Uhr |                          |         |                       | SAP Arena Zuschauer: 0 |

## K.o.-Runde

### Achtelfinale
am 23. u. 29./30. März 2021
| Mannschaft 1         |   | Mannschaft 2          | Hinspiel      | Rückspiel     |
| -------------------- | - | --------------------- | ------------- | ------------- |
| Medwedi Tschechow    | - | USAM Nîmes            | 30:25 (13:15) | 24:24 (13:12) |
| RK Našice            | - | Rhein-Neckar Löwen    | 25:27 (14:13) | 27:27 (12:14) |
| GOG                  | - | GK ZSKA Moskau        | 33:31 (18:15) | 35:30 (19:17) |
| Sporting Lissabon    | - | Wisła Płock           | 25:29 (15:15) | 28:25 (14:12) |
| IFK Kristianstad     | - | Ademar León           | 34:27 (16:14) | 34:31 (15:16) |
| RK Eurofarm Pelister | - | SC Magdeburg          | 24:32 (9:15)  | 24:35 (9:14)  |
| Montpellier Handball | - | Kadetten Schaffhausen | 27:27 (15:13) | 32:25 (16:10) |
| Fivers               | - | Füchse Berlin         | 27:35 (15:17) | 0:10          |

1. ↑  Wertung nach Spielabsage wegen eines positiven Covid-19-Tests

### Viertelfinale
am 13. u. 20. April 2021
| Mannschaft 1         | Mannschaft 2       | Hinspiel      | Rückspiel     |
| -------------------- | ------------------ | ------------- | ------------- |
| Medwedi Tschechow    | Rhein-Neckar Löwen | 33:32 (15:19) | 27:37 (8:19)  |
| GOG                  | Wisła Płock        | 30:27 (17:12) | 26:31 (13:13) |
| IFK Kristianstad     | SC Magdeburg       | 28:34 (13:16) | 31:39 (12:23) |
| Montpellier Handball | Füchse Berlin      | 32:29 (13:11) | 23:31 (13:16) |

## Final Four
Für das Final Four am 22./23. Mai 2021 in der SAP Arena in Mannheim qualifizierten sich:
- Rhein-Neckar Löwen
- Wisła Płock
- SC Magdeburg
- Füchse Berlin

### 1. Halbfinale
| Mannschaft 1 | Endergebnis   | Mannschaft 2 | Datum und Zeit     |
| ------------ | ------------- | ------------ | ------------------ |
| SC Magdeburg | 30:29 (13:15) | Wisła Płock  | Sa. 22. Mai, 18:00 |

SC Magdeburg: Green, Thulin – Musa (1), Chrapkowski  (1), Kluge, Steinert , Pettersson (1), Magnússon (6), Hornke, Gullerud   (3), Mertens (3), O’Sullivan (4), Bezjak (1), Damgaard (6),
Preuss (4)
Wisła Płock: Morawski, Stevanović – Daszek   (3), Stenmalm  (1), Sánchez (2), Fernández Alonso (1),  Serdio, Šušnja  , Szita  (7), Komarzewski, Krajewski (7), Terzić  , Toto (3), Dutra, Mihić (1), Mindegía (4)
Schiedsrichter  Duarte Santos, Ricardo Fonseca

### 2. Halbfinale
| Mannschaft 1       | Endergebnis   | Mannschaft 2  | Datum und Zeit     |
| ------------------ | ------------- | ------------- | ------------------ |
| Rhein-Neckar Löwen | 32:35 (16:19) | Füchse Berlin | Sa. 22. Mai, 20:45 |

Rhein-Neckar Löwen: Palicka, Katsigiannis – Schmid (1), Gensheimer (2), Kirkeløkke (2), Lagarde (4), Patrail  (1), Tollbring (7), Ahouansou, Abutović  , Lagergren, Groetzki  (4), Gíslason     (1), Du Rietz, Nilsson (6), Kohlbacher (4)
Füchse Berlin: Milosavljev, Genz – Ernst, Wiede (6), Holm (6), Gojun (3),  Andersson (11), Lindberg (3), Freihöfer (2), Michalczik, Chrintz, Matthes, Kopljar  (1), Koch   (1), Marsenić   (1), Drux (1)
Schiedsrichter  Radojko Brkić, Andrei Jusufhodžić

### Kleines Finale
| Mannschaft 1 | Endergebnis   | Mannschaft 2       | Datum und Zeit     |
| ------------ | ------------- | ------------------ | ------------------ |
| Wisła Płock  | 27:32 (12:15) | Rhein-Neckar Löwen | So. 23. Mai, 18:00 |

Wisła Płock: Morawski, Stevanović – Daszek, Sánchez (2), Fernández Alonso  (5),  Serdio, Šušnja , Szita (6), Komarzewski, Krajewski  (6), Terzić , Toto (2), Dutra, Mihić (3), Czapliński (1), Mindegía (2)
Rhein-Neckar Löwen: Palicka, Katsigiannis – Schmid (1), Veigel (1), Kirkeløkke  (3), Lagarde, Patrail, Tollbring (11), Ahouansou, Abutović , Lagergren, Groetzki (5), Gíslason (1), Du Rietz  (5), Nilsson (3), Kohlbacher (2)
Schiedsrichter  Adam Biro, Oliver Kiss

### Finale
Das Finale fand am 23. Mai 2021 statt. Der Gewinner der Partie ist der Sieger der EHF European League 2021.
| Mannschaft 1 | Endergebnis  | Mannschaft 2  | Datum und Zeit     |
| ------------ | ------------ | ------------- | ------------------ |
| SC Magdeburg | 28:25 (15:8) | Füchse Berlin | So. 23. Mai, 20:30 |

SC Magdeburg: Green, Thulin – Musa  , Chrapkowski (1), Kluge, Steinert , Pettersson, Magnússon  (7), Hornke (7), Gullerud (3), Mertens (4), O’Sullivan (1), Bezjak  (1), Damgaard (4),
Preuss
Füchse Berlin: Milosavljev, Genz – Ernst, Wiede , Holm (3), Gojun   (1),  Andersson  (1), Lindberg (8), Freihöfer (3), Michalczik, Chrintz, Matthes (1), Kopljar, Koch (1), Marsenić (3), Drux  (4)
Schiedsrichter  Nenad Nikolic, Dusan Stojkovic

## Torjäger
| Platz | Spieler             | Club              | Tore |
| ----- | ------------------- | ----------------- | ---- |
| 1     | Emil Jakobsen       | GOG               | 96   |
| 2     | Ómar Ingi Magnússon | SC Magdeburg      | 94   |
| 3     | Alexander Kotov     | Medwedi Tschechow | 72   |